# Benjamin Woltmann
Benjamin Woltmann (* 7. Juni 1990) ist ein deutscher Fußballspieler.

## Karriere
Der Innenverteidiger durchlief einige Jugendmannschaften des FC Augsburg, bevor er am 9. Mai 2010 beim auswärts-1:1 gegen den 1. FC Kaiserslautern, der daraufhin in die erste Liga aufstieg, als er in der 71. Minute für Imre Szabics eingewechselt wurde, sein Debüt gab. In diesem Spiel feierte mit Daniel Framberger ein weiterer Debütant neun Minuten später seine Premiere für den FCA. Nach dem erreichten Aufstieg in die erste Liga in der nächsten Saison, in welchem er keinen Einsatz hatte, wechselte er in die Bayernliga zum TSV Aindling. Im Jahr 2012 schloss er sich dem TSV 1896 Rain an, der gerade in die Regionalliga Bayern aufgestiegen war. Nach dem Klassenerhalt 2013 stieg er am Ende der Spielzeit 2013/14 mit seiner Mannschaft wieder ab. Er wechselte zum FC Affing in die Landesliga, wo er kurzzeitig auch Spielertrainer war. Im Sommer 2015 schloss er sich dem TSV Schwaben Augsburg an. Mit dem Klub stieg er im Jahr 2016 in die Landesliga auf, wozu er selbst acht Treffer beisteuern konnte. Nach einem weiteren Aufstieg spielte er mit seiner Mannschaft in der Saison 2017/18 in der Bayernliga. Seit Sommer 2018 spielt er wieder beim TSV Aindling.